# Rampage (película de 2018)
Rampage (titulada Rampage: Devastación en Hispanoamérica y Proyecto Rampage en España) es una película de acción, monstruos y ciencia ficción estadounidense, dirigida por Brad Peyton, y basada en el clásico videojuego de 1986 del mismo nombre desarrollado por Midway Games. La película está protagonizada por Dwayne Johnson, Naomie Harris, Malin Åkerman, Jake Lacy, Joe Manganiello y Jeffrey Dean Morgan.
La historia sigue al primatólogo Davis Okoye debiendo evitar una catástrofe mundial cuando el gorila albino George, el lobo gris Ralph y la cocodrila americana Lizzie son infectados por un extraño experimento genético, transformándose en agresivas y sanguinarias criaturas de gran tamaño. Es la tercera colaboración entre Peyton y Johnson, siguiendo a Journey 2: The Mysterious Island (2012) y San Andreas (2015).
La fotografía principal comenzó en abril de 2017 en Chicago. La película fue estrenada el 13 de abril de 2018 por Warner Bros. Pictures y New Line Cinema, recaudando 428 millones de dólares en todo el mundo. La película recibió críticas mixtas, siendo elogiada por los efectos visuales y las actuaciones de Johnson y Dean Morgan, pero siendo criticada por la escritura y falta de fe en el material de origen. Hasta la fecha, es la primera película basada en un videojuego con excelentes críticas en la historia, según Rotten Tomatoes.

## Argumento
En 1993, una nueva pieza de tecnología llamada CRISPR fue desarrollada y luego rápidamente utilizada para desarrollar experimentos peligrosos. En la actualidad, a bordo de una estación espacial privada llamada ATHENEA-1, una rata de laboratorio ha sido mutada con el CRISPR, masacrando a toda la tripulación. La doctora Kerry Atkins (Marley Shelton) es la única sobreviviente y está contactando con la empresa Energyne (responsable del desarrollo del mutágeno del CRISPR y propietaria de la estación espacial) para ayudarla a regresar a la Tierra. La despiadada directora ejecutiva de Energyne, Claire Wyden (Malin Åkerman), le ordena a Kerry que lleve consigo las muestras del mutágeno o que no regrese. Kerry vuelve por las muestras mientras es perseguida por la rata mutante. Ella logra rescatar tres muestras y llega a una cápsula de escape, escapando con éxito mientras la estación explota con la rata en su interior, pero el daño a la cápsula hace que se abra y despresurice, explotando y matando a Kerry mientras las muestras vuelan en dirección a la Tierra.
Mientras tanto, en un santuario de animales en San Diego, el primatólogo Davis Okoye (Dwayne Johnson) lleva a sus compañeros Nelson (P. J. Byrne), Amy (Breanne Hill) y Connor (Jack Quaid) a un recinto de gorilas. Los cuatro observan a un gorila llamado Paavo, intentando encontrar una gorila con la que aparearse, pero Davis interfiere. Paavo se molesta hasta que Davis lo tranquiliza. En ese momento, un gorila albino llamado George aparece, lo que lleva a Connor a asustarse y enojar a Paavo, quien corre detrás de Connor hasta que George lo golpea. El gorila asusta a Paavo hasta que Davis también intenta tranquilizarlo. Pronto, George revela estar haciendo una broma pesada a la vez que Davis lo considera su mejor amigo.
Después del trabajo, Amy invita a Davis a tomar algo, pero él amablemente la rechaza. Entonces, Nelson se acerca y pregunta por qué Davis siempre se siente mejor acompañado con los animales que con las personas. Davis simplemente dice que le atraen los animales antes de salir del santuario, conduciendo a casa.
Esa misma noche, las tres muestras mutagénicas se estrellan en la Tierra. Una aterriza en el recinto de George, otra en un bosque en Wyoming cerca de una manada de lobos grises, y la última en un río en el Parque nacional de los Everglades. Un lobo gris llamado Ralph es rociado con un gas verde que emerge de su muestra mientras una cocodrilo americana llamada Lizzie devora la suya, y George también es rociado con el gas.
Davis es llamado a la mañana siguiente para revisar a George. Nelson le dice que George se encuentra en el recinto de los osos grizzlies. Ellos encuentran un oso muerto allí y a George escondido por el miedo. Davis nota una herida en su pecho, indicando que el oso atacó primero. Cuando George sale, se revela que ha crecido hasta nueve pies de altura.
Informes de noticias de los mutágenos habiéndose estrellado en la Tierra son tendencia de primera plana. Kate Caldwell (Naomie Harris), una ingeniera genética, ve las noticias en la televisión, al igual que Claire Wyden y su hermano menor, Brett (Jake Lacy). Brett está enloqueciendo por la gran cantidad de dinero que están perdiendo, pero Claire se siente satisfecha de que el mutágeno para su experimento, el "Proyecto Rampage", sea exitoso. Para poder manejar lo que podría suceder a continuación, Claire sugiere contratar un grupo militar privado para arreglar las cosas.
Kate se dirige al santuario de animales para hablar con Davis sobre lo que sucedió, ya que ella afirma trabajar para Energyne y que es responsable del desarrollo del mutágeno, por lo que puede evitar que George siga creciendo. Cuando ambos intentan ir a buscar a George, él se encuentra enjaulado hasta que comienza a volverse sumamente agresivo. Finalmente, George se libera de su jaula y huye fuera del santuario, aterrorizando a las personas. Davis corre tras él justo cuando la policía llega y apuntan a George con sus pistolas. Davis logra convencerlos de que bajen sus armas, pero las cosas empeoran cuando un helicóptero sobrevuela el lugar y comienza a disparar a George con dardos tranquilizantes, causando que se desmaye.
Mientras tanto, en Wyoming, el grupo militar, liderado por Burke (Joe Manganiello), se dirige al bosque para recuperar la muestra del mutágeno que cayó la noche anterior. Burke contacta con los Wyden y les informa que el contenedor está vacío. A medida que el equipo se adentra más en el bosque, descubren lobos muertos alrededor, así como una enorme huella de pata en el suelo, antes de ser encontrados y atacados por un gigantesco y mutado Ralph, que se encuentra corriendo por el bosque. El equipo le dispara, pero sus esfuerzos son inútiles, ya que Ralph los asesina uno por uno dejando solamente a Burke. Él llama a su helicóptero para que le dispare a Ralph, pero el lobo salta de entre los árboles y destroza el helicóptero, causando que se estrelle en el lago. Burke es arrinconado por Ralph e intenta dispararle, pero es rápidamente devorado.
Un agente del gobierno llamado Harvey Russell (Jeffrey Dean Morgan) llega al santuario para llevar a George a un avión para mantenerlo alejado de las personas. Davis y Kate son esposados y también son llevados para ser interrogados. Davis argumenta que tener a George en el avión es suicidio, pero Russell dice que tienen todo bajo control. Durante el vuelo, Russell revela que Kate (después de revisar sus registros) había sido despedida hace dos años de Energyne después de intentar robar la investigación de sus laboratorios, cumpliendo trece meses de prisión. Esto lleva a Davis a darse cuenta de que ella estaba mintiendo y que no puede curar a George.
Después de enterarse del incidente del lobo, Claire activa una frecuencia de radio para llamar a los tres animales mutados. Ralph (que se encuentra causando muerte y destrucción en las Colinas Negras) y una gigantesca Lizzie (que está nadando en el Golfo de México) escuchan la frecuencia y se dirigen a Chicago, donde se encuentra la sede de Energyne. George, a pesar de que se encuentra sedado, se las arregla para escuchar la frecuencia y despierta. El gorila entra en un completo modo de ira y rompe su jaula, atacando a varios agentes, Davis rompe sus ataduras e intenta mantener su seguridad y la de Kate. George casi mata a Russell hasta que Davis interviene, mientras Russell queda inconsciente. Las turbinas explotan y el avión comienza a descender, Kate logra cortar su bridas y Davis se lanza en paracaídas junto a Kate y Russell, salvándolos mientras el avión se estrella en el suelo.
Los tres aterrizan y descubren que George sobrevivió al accidente y está dirigiéndose a la ciudad. Davis deja en claro que no confía en Kate después de lo que ha descubierto sobre ella. Sin embargo, Kate explica que mientras trabajaba para Energyne, su hermano sufrió de cáncer y ella esperaba que el CRISPR lo curara, hasta que descubrió que Claire había estado usando el CRISPR para desarrollar armas peligrosas. Kate intento huir con algunas muestras, pero fue atrapada y encerrada, descubriendo que su hermano falleció mientras ella estaba en prisión. Luego, Davis le dice cómo conoció a George: unos cazadores furtivos asesinaron a su madre y un recién nacido y asustado George se escondió debajo de la camioneta de los cazadores. Davis y su equipo lo encontraron y mataron a los cazadores a la vez que empezó a tomar un gran cariño por George. Russell despierta y le agradece a Davis por salvar su vida, por lo que decide ayudarlo a él y a Kate.
Davis, Kate y Russell se reúnen con un equipo militar que se encuentra vigilando a George y Ralph a medida que se acercan a Chicago. Ellos se dan cuenta de que los animales están siendo llamados a la ciudad, y deben encontrar una manera de detenerlos. Russell ayuda a Davis y Kate a robar un helicóptero y hacer su camino hacia la ciudad.
George, Ralph y Lizzie llegan a la ciudad, causando pánico, muerte y destrucción. Davis y Kate llegan cuando los tres monstruos comienzan a destruir toda la ciudad. Sabiendo que no hay manera de que puedan detenerlos por su cuenta, ambos se dirigen a la sede de Energyne para encontrar el antídoto que pueda detenerlos. Davis aterriza el helicóptero y se topan con el edificio en medio del caos. Ellos encuentran el laboratorio con el antídoto, pero son descubiertos por los Wyden. Brett los apunta con una pistola mientras Claire revela que el antídoto no hará que George, Ralph y Lizzie vuelvan a su tamaño normal, pero sí eliminará su comportamiento agresivo. A continuación, ella toma el arma y le dispara a Davis en el abdomen antes de llevarse a Kate como rehén.
Los Wyden intentan huir en un helicóptero y escapar con sus muestras, pero George, Ralph y Lizzie comienzan a escalar el edificio. George llega primero a la cima y destruye el helicóptero, llevando a Brett a huir. Davis aparece después de sobrevivir al disparo y salva a Kate, pero Claire los obliga a ayudarla. En cambio, Davis distrae a George el tiempo suficiente para que Kate coloque el antídoto en el bolso de Claire. Kate la golpea y la empuja hacia George, quien sostiene a Claire y la devora junto con el antídoto. Mientras tanto, Brett intenta huir del edificio hasta que se encuentra con Russell, quien de alguna manera llegó rápidamente a la ciudad. Él le ordena a Brett que entregue la computadora portátil que contiene su investigación para que pueda ser libre. Felizmente, Brett le entrega la computadora y sale corriendo por la puerta, solo para que, segundos después, sea aplastado por pedazos de escombros que caen del edificio.
Davis y Kate esperan a que el antídoto tenga efecto mientras George continúa destruyendo el edificio junto con Ralph y Lizzie, que también llegan a la cima. Davis y Kate abordan el helicóptero de los Wyden para obtener suficiente vuelo y evitar cualquier daño grave. Los tres monstruos hacen que el edificio se derrumbe. Davis y Kate sobreviven mientras George emerge de los escombros, ahora de vuelta a su antigua personalidad. Sin embargo, Ralph y Lizzie todavía están haciendo estragos en la ciudad, por lo que Davis y George deciden que es hora de ponerle fin a esto. Los militares están intentando lanzar una MOAB para matar a los monstruos, por lo que Kate se une a Russell para tratar de cancelar el ataque.
George se enfrenta contra Ralph y Lizzie, pero el lobo puede volar y disparar púas con su cola, mientras que la cocodrilo es totalmente gigantesca y casi indestructible. Davis engaña a Ralph para que vuele hacia él, solo para moverse y dejar que el lobo vuele en dirección hacia Lizzie. La cocodrilo muerde a Ralph en el cuello y le arranca la cabeza, matándolo. George intenta golpear a Lizzie, pero ella es demasiado fuerte y arroja a George contra un poste que lo empala, hiriéndolo gravemente. Davis lanza un cinturón de granadas al cuello de Lizzie e intenta usar la artillería del helicóptero para derribarla, pero apenas le hace daño. Lizzie persigue a Davis y casi lo devora hasta que George salta sobre ella con el poste, clavándolo en su ojo y atravesando su cerebro, finalmente matándola.
Con Ralph y Lizzie muertos, los militares cancelan el ataque. George está totalmente debilitado por su herida y aparentemente muere, solo para revelar que está haciendo otra broma pesada. Davis, Kate y Russell abandonan la ciudad (o lo que queda de ella) mientras se preguntan dónde estará el nuevo hogar de George, que se encuentra ayudando a algunos sobrevivientes a salir de entre los escombros.

## Reparto
- Dwayne Johnson como Davis Okoye, un primatólogo y jefe de una unidad contra la caza furtiva.[10]
- Naomie Harris como la doctora Kate Caldwell, una desacreditada ingeniera genética que se une a Okoye.[11]
- Jeffrey Dean Morgan como Harvey Russell, un agente del gobierno que trabaja para una agencia llamada OGA.
- Malin Åkerman como Claire Wyden, la villanesca ejecutiva de Energyne y la persona responsable de la infección y mutación de George, Ralph y Lizzie con un suero mutagénico.[12]
- Jake Lacy como Brett Wyden, el hermano menor lerdo de Claire.
- Marley Shelton como la doctora Kerry Atkins, una científica y astronauta.[13]
- Joe Manganiello como Burke, el líder de un grupo militar privado.[14]
- P. J. Byrne como Nelson, un científico y amigo de Okoye.[15]
- Demetrius Grosse como el coronel Blake[16]
- Matt Gerald como Zammit.[17][18]
- Jack Quaid como Connor[19]
- Breanne Hill como Amy.[20]
- Will Yun Lee como el agente Park.[21]
- Urijah Faber como Garrick[22]
- Bruce Blackshear como Taylor.
- Jason Liles como George (mediante captura de movimiento).

## Diferencias entre el videojuego y la película
- George, Ralph y Lizzie son catalogados como los protagonistas y héroes principales del juego; en la película, sus roles se invierten para volverlos los antagonistas principales.
- En el juego original, George, Ralph y Lizzie son humanos que fueron mutados en animales; en la película, ellos son animales mutados a proporciones gigantescas.
- George, Ralph y Lizzie tienen postura antropomórfica en el juego, pero en la película, tienen postura de animales comunes.
- George es pardo en los juegos, pero en la película es albino para diferenciar a King Kong, aunque George fue inspirado en Kong.
- En la película, Ralph posee la habilidad de planear y lanzar púas con su cola, cosa que nunca fue vista o mencionada en el juego.
- Lizzie es un lagarto en los juegos, mientras que en la película es un cocodrilo que posee dos cuernos en ambos lados de su cara (similares a los del Kaprosuchus, una extinta especie de cocodrilo) y un collar de piel que se abre cuando ruge. En el juego, ella no tiene esa apariencia.

## Producción
En 2009, Warner Bros. Pictures adquirió los derechos de la adaptación cinematográfica del clásico videojuego de 1986, Rampage, como parte de su adquisición de Midway Games por 33 millones de dólares. El proyecto fue anunciado en noviembre de 2011, con John Rickard establecido como el productor. En junio de 2015, Deadline informó que Dwayne Johnson iba a protagonizar y volver a formar equipo con New Line Cinema y el productor, Beau Flynn, mientras que el estudio buscaba un director para comenzar la producción a mediados de 2016. En julio, se informó que New Line Cinema entró en contacto con el director Brad Peyton para dirigir y producir la película. Más tarde, Peyton declararía que la película sería "mucho más emocional, mucho más aterradora y mucho más real de lo que esperas". Entre enero y julio de 2017, el resto del elenco de la película fue contratado.

### Rodaje
La fotografía principal de la película comenzó el 17 de abril de 2017 en Chicago, Illinois. La película también se filmó en Atlanta, Georgia.

### Efectos
Los efectos visuales fueron proporcionados principalmente por Weta Digital. El supervisor de efectos Erik Winquist y un pequeño equipo viajaron a Chicago para crear un mejor modelo del Chicago Loop que sería destruido en la batalla final, aprendiendo los materiales de construcción y los estilos de arquitectura. Se tomaron hasta 15.000 fotografías con escáneres 3D, mientras que las cámaras de movimiento cubrieron el centro de Chicago. Como referencias para la destrucción de la sede de Energyne, los artistas estudiaron tanto los ataques al World Trade Center como las implosiones de los edificios afectados por el terremoto de Kaikoura en la ciudad natal de Weta, Wellington, en 2016. Dado que Weta tenía mucha experiencia en la creación de simios animados en King Kong y Rise of the Planet of the Apes y sus secuelas, ayudó al estudio a crear a George "en un tiempo mucho más corto del que tenía hace 10 años" según Winquist. El entrenador de captura de movimiento Terry Notary incluso tomó un descanso de Avengers: Infinity War, que también se filmó en Atlanta, para ayudar a Jason Liles en su actuación como George. Por otro lado, la falta de captura de movimiento de Ralph y Lizzie permitió que los animadores se desataran con la forma en que se retrataban estos monstruos, como "un lobo que tiene espinas de puercoespín y alas".

## Lanzamiento
Rampage fue estrenado el 13 de abril de 2018 por Warner Bros. Pictures y New Line Cinema, después de haber sido establecido inicialmente para su lanzamiento una semana más tarde, el 20 de abril. La fecha de lanzamiento fue adelantada después de que Avengers: Infinity War cambió su lanzamiento por una semana, hasta el 27 de abril. Por casualidad, la película fue lanzada tres semanas después de Pacific Rim: Uprising, otra película estadounidense de monstruos.
Como parte de la promoción, tres nuevos juegos estuvieron disponibles; uno es un juego de navegador llamado Rampage: City Smash, otro es un juego arcade que estuvo disponible en Dave & Buster's, y un juego de realidad virtual gratuito llamado Project Rampage VR.

## Recepción

### Taquilla
Rampage recaudó $101 millones en los Estados Unidos y Canadá, y $327 millones en otros territorios, para un total mundial de $428 millones. Hecho con un presupuesto de producción de $120 millones, con aproximadamente $140 millones más gastados en costos de mercadeo global.
En Estados Unidos y Canadá, Rampage fue lanzado junto con Verdad o reto y Sgt Stubby: An American Hero, así como con Isle of Dogs, y se proyectó que recaudará entre 35-40 millones de dólares de 3.950 cines en su fin de semana de apertura. La película ganó $11.5 millones en su primer día (incluyendo $2.4 millones de anticipos la noche del jueves), $13.9 millones el sábado y un total de $34. 5 millones durante el fin de semana, terminando primer puesto en la taquilla, superando a Un lugar tranquilo.

### Crítica
En Rotten Tomatoes, la película tiene una calificación de aprobación del 52% basada en 207 reseñas, y una calificación promedio de 5.4/10. El consenso crítico del sitio web dice: "Rampage no es tan divertido como su material de origen, pero el abandono de la película al tocar el botón podría satisfacer al público con ganas de un éxito sin cerebro". Es la primera película basada en un videojuego de acción real con mejores revisiones en la historia del sitio.
En Metacritic, la película tiene una puntuación promedio de 45 sobre 100, basada en 43 reseñas, indicando "críticas mixtas o promedio".
Audiencias encuestadas por CinemaScore le dieron a la película una calificación promedio de "A-" en una escala de A+ a F.

## Secuela potencial
El 14 de abril de 2018, durante una entrevista, se le preguntó al director Brad Peyton si la rata de laboratorio al principio de la película estaba basada en Larry del puerto de Atari Lynx del juego original de Rampage. Peyton respondió: "No le pusimos el nombre de Larry, pero voy a usar eso. Si hay una secuela, voy a poner el nombre de la rata Larry".

## Demanda judicial
A finales de marzo de 2018, el director alemán Uwe Boll amenazó con entablar una demanda contra Warner Bros. si el estudio no cambiaba el título de la película. Boll, quien produjo y dirigió una trilogía de películas con el mismo título pero sin relación alguna, afirmó que la película de Warner Bros. "reducirá" su marca y los ingresos que podría usar para futuras entregas de sus películas de Rampage. También continuó diciendo que la película de Warner Bros. "confunde a la audiencia" y es "una de esas típicas películas estúpidas que los estudios usan para lavarle aún más el cerebro a Estados Unidos".